# Kenan Karaman
Kenan Karaman (* 5. března 1994 Stuttgart) je turecký profesionální fotbalista, který hraje na pozici útočníka či křídelníka za turecký klub Beşiktaş JK a za turecký národní tým.

## Klubová kariéra
Karaman, který odehrál svůj ligový debut v dresu německého Hoffenheimu, přestoupil 29. dubna 2014 do Hannoveru 96. Jelikož mu vypršela smlouva v Hoffenheimu, přešel do Hannoveru zadarmo a podepsal smlouvu na tři roky do 2017.
Dne 18. května 2018 přestoupil Karaman do Fortuny Düsseldorf, opět jako volný hráč podepsal tříletou smlouvu. Po vypršení smlouvy v týmu, oznámil v květnu 2021 svůj odchod z Fortuny.

## Reprezentační kariéra
Karaman debutoval v turecké reprezentaci v přátelském utkání s Rumunskem dne 9. listopadu 2017.

### Reprezentační góly
K zápasu odehranému 30. března 2021. Skóre a výsledky Švýcarska jsou vždy zapisovány jako první.
| Gól | Datum              | Místo                                           | Soupeř   | Skóre | Výsledek | Soutěž                                           |
| --- | ------------------ | ----------------------------------------------- | -------- | ----- | -------- | ------------------------------------------------ |
| 1.  | 30. května 2019    | Antalya Stadium, Antalya, Turecko               | Řecko    | 2–0   | 2–1      | Přátelský zápas                                  |
| 2.  | 7. října 2020      | RheinEnergieStadion, Kolín nad Rýnem, Německo   | Německo  | 3–3   | 3–3      | Přátelský zápas                                  |
| 3.  | 11. října 2020     | VTB Arena, Moskva, Rusko                        | Rusko    | 1–1   | 1–1      | Liga národů UEFA 2020/21                         |
| 4.  | 15. listopadu 2020 | Şükrü Saracoğlu Stadium, Istanbul, Turecko      | Rusko    | 1–1   | 3–2      | Liga národů UEFA 2020/21                         |
| 5.  | 30. března 2021    | Atatürkův olympijský stadion, Istanbul, Turecko | Lotyšsko | 1–0   | 3–3      | Kvalifikace na Mistrovství světa ve fotbale 2022 |